# Chiesa di Santa Maria della Fraternità
La chiesa di Santa Maria della Fraternità (nota anche come chiesa di Sant'Eufemia o Museo Civico/Museo della Fraternità) è un edificio sacro fondato nel 1392 entro le mura dell'antico castello, l'attuale via Ricasoli di Foiano della Chiana, in provincia di Arezzo.

## Descrizione
L'impianto è rettangolare con un'ampia abside esagonale dotata di campanile a vela. La facciata neoclassica è caratterizzata da quattro lesene che affiancano il portale timpanato e due finestre fortemente strombate; sul cornicione aggettante si imposta un movimentato timpano.
L'edificio ha subito ampliamenti e modifiche nel XVII e XVIII secolo, quando fu messo in opera l'altare di sant'Eufemia, che custodisce il corpo della santa, al culmine del quale, in una nicchia, si trovava una statua in terracotta invetriata raffigurante la Madonna col Bambino, attribuita alla fase giovanile di Andrea della Robbia (1460 circa) e rappresentante il momento di esordio dell'artista nella bottega dello zio Luca.
L'interno è caratterizzato da un soffitto ligneo intagliato a lacunari del primo Seicento, che includeva un ciclo di tele oggi perdute con Storie della Vergine di Francesco Amandoli, allievo di Andrea Commodi, del 1607- 1609. Ad esse furono aggiunte delle tele perimetrali oggi solo parzialmente conservate con le Virtù Teologali, le Opere buone ed alcuni Angeli, di Sebastiano Folli, del 1617, dopo di che l'opera fu solennemente inaugurata nel 1618. Gli altari laterali, realizzati nel 1774, sono adornati da due tele dello stesso Amandoli, raffiguranti lo Sposalizio della Vergine e la Visitazione, qui collocate in questo periodo, in cui si provvide a far restaurare a Niccolò Franchini l'intero ciclo decorativo.
Dietro l'altare è il coro del 1741 e un bel complesso di tele settecentesche con Storie di Santa Eufemia e di Santa Lucia: alla parete sinistra il Martirio di Sant'Eufemia e la Flagellazione della Santa, a quella destra il Martirio di Santa Lucia e la Santa Lucia davanti al giudice Pascasio tutte di Giovanni Camillo Sagrestani e della sua bottega, realizzate tra primo e secondo decennio del Settecento. Al centro l'Assunzione di Sant’Eufemia di Mauro Soderini, del 1745.